# 布拉茨克区
布拉茨克区（俄语：Братский район）是俄罗斯联邦伊尔库茨克州下辖的一个区，其行政中心为布拉茨克。据2016年统计，该区的人口为53089人。